# Pau della Scala
Pau della Scala fou fill de Guillem della Scala i fou l'iniciador de la branca alemanya de la família que va establir el seu fill Joan della Scala que va agafar el cognom de Von der Leiter.
Pau va morir després del 7 de gener de 1441, i el seu fill Joan (o Joan Teodoric) fou gran majordom del palau del ducat de Baviera, i es titulava "príncep de Verona", i va morir el 20 de novembre de 1490, essent el tronc dels senyors de Amerang.